# Rita Grande
Pour les articles homonymes, voir Rita et Grande.
Rita Grande, née le 23 mars 1975 à Naples en Italie, est une joueuse de tennis italienne, professionnelle du milieu des années 1990 à 2005.
Elle a joué les huitièmes de finale en simple au moins une fois dans chacune des épreuves du Grand Chelem, dont deux fois consécutivement, aux Internationaux d'Australie en 2001 et 2002.
À la suite d'une mauvaise blessure au coude qui l'a tenue éloignée de la compétition pendant une dizaine de mois, Rita Grande a pris sa retraite sportive en octobre 2005.
Pendant sa carrière, elle a gagné huit titres WTA, dont cinq en double.

## Palmarès

### Titres en simple dames
| No | Date       | Nom et lieu du tournoi                | Catégorie | Dotation  | Surface      | Finaliste          | Score         |          |
| -- | ---------- | ------------------------------------- | --------- | --------- | ------------ | ------------------ | ------------- | -------- |
| 1  | 08-01-2001 | ANZ Tasmanian International, Hobart   | Tier V    | 110 000 $ | Dur (ext.)   | Jennifer Hopkins   | 0-6, 6-3, 6-3 | Parcours |
| 2  | 15-10-2001 | Eurotel Slovak Indoors, Bratislava    | Tier V    | 110 000 $ | Dur (int.)   | Martina Suchá      | 6-1, 6-1      | Parcours |
| 3  | 31-03-2003 | GP Princesse Lalla Meryem, Casablanca | Tier V    | 110 000 $ | Terre (ext.) | Ant. Serra Zanetti | 6-2, 4-6, 6-1 | Parcours |

### Finale en simple dames
| No | Date       | Nom et lieu du tournoi              | Catégorie | Dotation  | Surface    | Vainqueure   | Score    |          |
| -- | ---------- | ----------------------------------- | --------- | --------- | ---------- | ------------ | -------- | -------- |
| 1  | 11-01-1999 | ANZ Tasmanian International, Hobart | Tier IVb  | 110 000 $ | Dur (ext.) | Chanda Rubin | 6-2, 6-3 | Parcours |

### Titres en double dames
| No | Date       | Nom et lieu du tournoi             | Catégorie | Dotation  | Surface      | Partenaire      | Finalistes                               | Score          |          |
| -- | ---------- | ---------------------------------- | --------- | --------- | ------------ | --------------- | ---------------------------------------- | -------------- | -------- |
| 1  | 14-06-1999 | Heineken Trophy Bois-le-Duc        | Tier III  | 180 000 $ | Gazon (ext.) | Silvia Farina   | Cara Black Kristie Boogert               | 7-5, 7-6       | Parcours |
| 2  | 10-01-2000 | ANZ Tasmanian International Hobart | Tier IVb  | 110 000 $ | Dur (ext.)   | Émilie Loit     | Kim Clijsters Alicia Molik               | 6-2, 2-6, 6-3  | Parcours |
| 3  | 10-07-2000 | Internazionali Femminili Palerme   | Tier IVb  | 110 000 $ | Terre (ext.) | Silvia Farina   | Ruxandra Dragomir Virginia Ruano Pascual | 6-4, 0-6, 7-66 | Parcours |
| 4  | 01-01-2001 | ASB Bank Classic Auckland          | Tier V    | 110 000 $ | Dur (ext.)   | Alexandra Fusai | Emmanuelle Gagliardi Barbara Schett      | 7-64, 6-3      | Parcours |
| 5  | 06-01-2002 | ANZ Tasmanian International Hobart | Tier V    | 110 000 $ | Dur (ext.)   | Tathiana Garbin | Catherine Barclay Christina Wheeler      | 6-2, 7-63      | Parcours |

### Finales en double dames
| No | Date       | Nom et lieu du tournoi                     | Catégorie | Dotation  | Surface         | Vainqueures                         | Partenaire          | Score          |          |
| -- | ---------- | ------------------------------------------ | --------- | --------- | --------------- | ----------------------------------- | ------------------- | -------------- | -------- |
| 1  | 30-04-1990 | Trofeo Ilva-Coppa Mantegazza Tarente       | Tier V    | 75 000 $  | Terre (ext.)    | Elena Bryukhovets Eugenia Maniokova | Silvia Farina       | 7-6, 6-1       | Parcours |
| 2  | 10-02-1997 | Open Gaz de France Paris                   | Tier II   | 450 000 $ | Moquette (int.) | Martina Hingis Jana Novotná         | Alexandra Fusai     | 6-3, 6-0       | Parcours |
| 3  | 03-01-2000 | Thalgo Hard Court Championships Gold Coast | Tier III  | 170 000 $ | Dur (ext.)      | Julie Halard Anna Kournikova        | Sabine Appelmans    | 6-3, 6-0       | Parcours |
| 4  | 17-07-2000 | Idea Prokom Open Sopot                     | Tier III  | 170 000 $ | Terre (ext.)    | Virginia Ruano Pascual Paola Suárez | Åsa Svensson        | 7-5, 6-1       | Parcours |
| 5  | 16-10-2000 | Heineken Open Shanghai                     | Tier IVa  | 140 000 $ | Dur (ext.)      | Lilia Osterloh Tamarine Tanasugarn  | Meghann Shaughnessy | 7-5, 6-1       | Parcours |
| 6  | 02-04-2001 | Porto Open Porto                           | Tier IV   | 140 000 $ | Terre (ext.)    | María José Martínez Anabel Medina   | Alexandra Fusai     | 6-1, 6-75, 7-5 | Parcours |
| 7  | 19-05-2003 | Open de España 2012 Madrid                 | Tier III  | 170 000 $ | Terre (ext.)    | Jill Craybas Liezel Huber           | Angelique Widjaja   | 6-4, 7-66      | Parcours |

## Parcours en Grand Chelem

### En simple dames
| Année | Open d'Australie | Open d'Australie    | Internationaux de France | Internationaux de France | Wimbledon       | Wimbledon         | US Open         | US Open             |
| ----- | ---------------- | ------------------- | ------------------------ | ------------------------ | --------------- | ----------------- | --------------- | ------------------- |
| 1995  | -                | -                   | -                        | -                        | -               | -                 | 2e tour (1/32)  | Steffi Graf         |
| 1996  | 3e tour (1/16)   | Elena Likhovtseva   | 2e tour (1/32)           | Iva Majoli               | 1er tour (1/64) | Miriam Oremans    | 4e tour (1/8)   | Judith Wiesner      |
| 1997  | 2e tour (1/32)   | Kristie Boogert     | 1er tour (1/64)          | Amanda Coetzer           | 1er tour (1/64) | Florencia Labat   | 2e tour (1/32)  | Mary Joe Fernández  |
| 1998  | 2e tour (1/32)   | Natasha Zvereva     | 2e tour (1/32)           | Conchita Martínez        | 2e tour (1/32)  | Magüi Serna       | 1er tour (1/64) | Fabiola Zuluaga     |
| 1999  | 3e tour (1/16)   | Mary Pierce         | 1er tour (1/64)          | Ruxandra Dragomir        | 2e tour (1/32)  | Mary Pierce       | 2e tour (1/32)  | Dominique Monami    |
| 2000  | 1er tour (1/64)  | Tamarine Tanasugarn | 2e tour (1/32)           | Sandrine Testud          | 2e tour (1/32)  | Arantxa Sánchez   | 2e tour (1/32)  | Magüi Serna         |
| 2001  | 4e tour (1/8)    | Martina Hingis      | 4e tour (1/8)            | Petra Mandula            | 1er tour (1/64) | Anca Barna        | 1er tour (1/64) | Meghann Shaughnessy |
| 2002  | 4e tour (1/8)    | Jennifer Capriati   | 3e tour (1/16)           | Venus Williams           | 2e tour (1/32)  | Amélie Mauresmo   | 1er tour (1/64) | Dinara Safina       |
| 2003  | 2e tour (1/32)   | Elena Bovina        | 3e tour (1/16)           | Magdalena Maleeva        | 2e tour (1/32)  | Lindsay Davenport | 1er tour (1/64) | Tamarine Tanasugarn |
| 2004  | 1er tour (1/64)  | Jill Craybas        | 2e tour (1/32)           | Maria Sharapova          | 4e tour (1/8)   | Paola Suárez      | 1er tour (1/64) | Evgenia Linetskaya  |
| 2005  | -                | -                   | -                        | -                        | -               | -                 | 1er tour (1/64) | Michaela Paštiková  |

À droite du résultat, l’ultime adversaire.

### En double dames
| Année | Open d'Australie              | Open d'Australie          | Internationaux de France     | Internationaux de France   | Wimbledon                     | Wimbledon                  | US Open                       | US Open                    |
| ----- | ----------------------------- | ------------------------- | ---------------------------- | -------------------------- | ----------------------------- | -------------------------- | ----------------------------- | -------------------------- |
| 1995  | 2e tour (1/16) J. Kruger      | E. Maniokova Leila Meskhi | 1er tour (1/32) Petra Ritter | N. Bradtke K. Radford      | 1er tour (1/32) Laura Garrone | Nicole Arendt Pam Shriver  | 1er tour (1/32) Nana Miyagi   | Melicharová H. Vildová     |
| 1996  | 1er tour (1/32) A. Temesvári  | Nanne Dahlman Clare Wood  | 2e tour (1/16) Likhovtseva   | E. Smylie Linda Wild       | 2e tour (1/16) Likhovtseva    | C. Martínez P. Tarabini    | 3e tour (1/8) E. Makarova     | Patricia Hy R. Fairbank    |
| 1997  | 1er tour (1/32) Ai Sugiyama   | L. Davenport Lisa Raymond | 1er tour (1/32) K. Guse      | M. Hingis A. Sánchez       | 3e tour (1/8) A. Fusai        | L. Davenport Jana Novotná  | 1er tour (1/32) Linda Wild    | N. Kijimuta Nana Miyagi    |
| 1998  | 1er tour (1/32) M. de Swardt  | C. Martínez P. Tarabini   | 2e tour (1/16) Irina Spîrlea | Silvia Farina K. Habšudová | 3e tour (1/8) G. Helgeson     | Lisa Raymond Rennae Stubbs | 1er tour (1/32) S. Testud     | Katrina Adams M. Bollegraf |
| 1999  | 1er tour (1/32) Elena Wagner  | K. Hrdličková Tina Križan | 1/4 de finale Els Callens    | S. Williams V. Williams    | 1er tour (1/32) Miho Saeki    | A. Olsza L. Osterloh       | 1er tour (1/32) C. Barclay    | Lori McNeil A. Stevenson   |
| 2000  | 3e tour (1/8) S. Appelmans    | L. Davenport C. Morariu   | 1er tour (1/32) S. Appelmans | M. de Swardt Navrátilová   | 1er tour (1/32) S. Appelmans  | Lisa Raymond Rennae Stubbs | 1er tour (1/32) Émilie Loit   | J. Capriati A. Kournikova  |
| 2001  | 1/4 de finale A. Fusai        | Nicole Arendt Ai Sugiyama | 2e tour (1/16) A. Fusai      | Justine Henin E. Tatarkova | 2e tour (1/16) A. Fusai       | Nadia Petrova Tina Pisnik  | 1er tour (1/32) A. Fusai      | Els Callens Chanda Rubin   |
| 2002  | 2e tour (1/16) T. Garbin      | A. Coetzer Lori McNeil    | 1/4 de finale P. Schnyder    | Nicole Arendt Liezel Huber | 1er tour (1/32) C. Fernández  | K. Hrdličková P. Schnyder  | 2e tour (1/16) P. Schnyder    | E. Dementieva J. Husárová  |
| 2003  | 1er tour (1/32) P. Schnyder   | S. Williams V. Williams   | 3e tour (1/8) E. Daniilídou  | Kim Clijsters Ai Sugiyama  | 1er tour (1/32) E. Daniilídou | Liezel Huber M. Maleeva    | 1er tour (1/32) E. Daniilídou | Émilie Loit F. Schiavone   |
| 2004  | 1er tour (1/32) E. Daniilídou | L. Davenport C. Morariu   | 2e tour (1/16) T. Tanasugarn | A. Myskina V. Zvonareva    | 2e tour (1/16) F. Pennetta    | J. Husárová C. Martínez    | 3e tour (1/8) F. Pennetta     | S. Kuznetsova Likhovtseva  |
| 2005  | -                             | -                         | -                            | -                          | -                             | -                          | 1er tour (1/32) T. Tanasugarn | C. Martínez V. Ruano       |

Sous le résultat, la partenaire ; à droite, l’ultime équipe adverse.

### En double mixte
| Année | Open d'Australie            | Open d'Australie          | Internationaux de France  | Internationaux de France | Wimbledon | Wimbledon | US Open | US Open |
| ----- | --------------------------- | ------------------------- | ------------------------- | ------------------------ | --------- | --------- | ------- | ------- |
| 1997  | -                           | -                         | 3e tour (1/8) Libor Pimek | Helena Suková Cyril Suk  | -         | -         | -       | -       |
| 1998  | 1er tour (1/16) Libor Pimek | Caroline Vis M. Bhupathi  | -                         | -                        | -         | -         | -       | -       |
| 1999  | -                           | -                         | 1er tour (1/32) C. Brandi | Kimberly Po Jack Waite   | -         | -         | -       | -       |
| 2002  | 1/4 de finale Jeff Tarango  | Paola Suárez Gastón Etlis | -                         | -                        | -         | -         | -       | -       |
| 2003  | 2e tour (1/8) Martin Damm   | Rennae Stubbs D. Johnson  | -                         | -                        | -         | -         | -       | -       |
| 2004  | 1/2 finale M. Rodríguez     | Elena Bovina N. Zimonjić  | -                         | -                        | -         | -         | -       | -       |

Sous le résultat, le partenaire ; à droite, l’ultime équipe adverse.

## Parcours aux Masters

### En double dames
| # | Date       | Nom de l'édition           | ($)       | Surface    | Résultat      | Partenaire      | Ultimes adversaires         | Score          |          |
| - | ---------- | -------------------------- | --------- | ---------- | ------------- | --------------- | --------------------------- | -------------- | -------- |
| 1 | 29/10/2001 | Sanex Championships Munich | 3 000 000 | Dur (int.) | 1/4 de finale | Alexandra Fusai | Virginia Ruano Paola Suárez | 4-6, 7-63, 6-2 | Parcours |

## Parcours aux Jeux olympiques

### En simple dames
| # | Date       | Nom de l'olympiade      | Surface    | Résultat        | Ultime adversaire | Score         |          |
| - | ---------- | ----------------------- | ---------- | --------------- | ----------------- | ------------- | -------- |
| 1 | 23/07/1996 | Summer Olympics Atlanta | Dur (ext.) | 1er tour (1/32) | Patricia Hy       | 6-4, 6-4      | Parcours |
| 2 | 19/09/2000 | Olympic Games Sydney    | Dur (ext.) | 2e tour (1/16)  | Jelena Dokić      | 5-7, 6-3, 6-3 | Parcours |

### En double dames
| # | Date       | Nom de l'olympiade   | Surface    | Résultat        | Partenaire    | Ultimes adversaires         | Score    |          |
| - | ---------- | -------------------- | ---------- | --------------- | ------------- | --------------------------- | -------- | -------- |
| 1 | 19/09/2000 | Olympic Games Sydney | Dur (ext.) | 1er tour (1/16) | Silvia Farina | Laura Montalvo Paola Suárez | 6-0, 6-0 | Parcours |

## Parcours en Coupe de la Fédération
| #                                                                       | Date       | Lieu              | Surface         | Gagnante(s)                       | Perdante(s)                    | Score          |          |
|                                                                         |            |                   |                 |                                   |                                |                |          |
| 1994 - 1er tour (groupe mondial) - Italie - Danemark - 2 : 1            |            |                   |                 |                                   |                                |                |          |
| 1                                                                       | 19/07/1994 | Francfort         | Terre (ext.)    | Sofie Albinus Tine Scheuer-Larsen | Rita Grande Marzia Grossi      | 6-74, 6-3, 6-2 | Parcours |
|                                                                         |            |                   |                 |                                   |                                |                |          |
| 1994 - 2e tour (groupe mondial) - Italie - France - 0 : 3               |            |                   |                 |                                   |                                |                |          |
| 2                                                                       | 20/07/1994 | Francfort         | Terre (ext.)    | Julie Halard Nathalie Tauziat     | Rita Grande Marzia Grossi      | 6-4, 6-1       | Parcours |
|                                                                         |            |                   |                 |                                   |                                |                |          |
| 1998 - Barrage (groupe mondial I) - République tchèque - Italie - 1 : 4 |            |                   |                 |                                   |                                |                |          |
| 3                                                                       | 25/07/1998 | Prague            | Terre (ext.)    | Rita Grande                       | Květa Hrdličková               | 7-63, 4-6, 6-4 | Parcours |
| 3                                                                       | 25/07/1998 | Prague            | Terre (ext.)    | Radka Bobková                     | Rita Grande                    | 2-6, 6-3, 7-65 | Parcours |
|                                                                         |            |                   |                 |                                   |                                |                |          |
| 1999 - 1/4 de finale (groupe mondial) - Italie - Espagne - 3 : 2        |            |                   |                 |                                   |                                |                |          |
| 4                                                                       | 17/04/1999 | Reggio de Calabre | Moquette (int.) | Magüi Serna                       | Rita Grande                    | 6-2, 6-4       | Parcours |
| 4                                                                       | 17/04/1999 | Reggio de Calabre | Moquette (int.) | Rita Grande                       | Virginia Ruano                 | 6-4, 6-1       | Parcours |
|                                                                         |            |                   |                 |                                   |                                |                |          |
| 1999 - 1/2 finale (groupe mondial) - Italie - États-Unis - 1 : 4        |            |                   |                 |                                   |                                |                |          |
| 5                                                                       | 24/07/1999 | Ancona            | Terre (ext.)    | Venus Williams                    | Rita Grande                    | 6-2, 6-3       | Parcours |
| 5                                                                       | 24/07/1999 | Ancona            | Terre (ext.)    | Serena Williams                   | Rita Grande                    | 6-1, 6-1       | Parcours |
|                                                                         |            |                   |                 |                                   |                                |                |          |
| 2000 - Round robin (groupe mondial) - Italie - Espagne - 0 : 3          |            |                   |                 |                                   |                                |                |          |
| 6                                                                       | 27/04/2000 | Bari              | Terre (ext.)    | Magüi Serna Cristina Torrens      | Giulia Casoni Rita Grande      | 6-2, 3-6, 6-1  | Parcours |
|                                                                         |            |                   |                 |                                   |                                |                |          |
| 2000 - Round robin (groupe mondial) - Italie - Croatie - 3 : 0          |            |                   |                 |                                   |                                |                |          |
| 7                                                                       | 29/04/2000 | Bari              | Terre (ext.)    | Giulia Casoni Rita Grande         | Jelena Kostanić Silvija Talaja | 6-4, 5-7, 6-3  | Parcours |
|                                                                         |            |                   |                 |                                   |                                |                |          |
| 2000 - Round robin (groupe mondial) - Italie - Allemagne - 1 : 2        |            |                   |                 |                                   |                                |                |          |
| 8                                                                       | 30/04/2000 | Bari              | Terre (ext.)    | Anke Huber Barbara Rittner        | Silvia Farina Rita Grande      | 6-3, 7-5       | Parcours |
|                                                                         |            |                   |                 |                                   |                                |                |          |
| 2002 - 1/4 de finale (groupe mondial) - Italie - Belgique - 4 : 1       |            |                   |                 |                                   |                                |                |          |
| 9                                                                       | 20/07/2002 | Bologne           | Terre (ext.)    | Els Callens                       | Rita Grande                    | 6-2, 6-1       | Parcours |
| 9                                                                       | 20/07/2002 | Bologne           | Terre (ext.)    | Rita Grande                       | Caroline Maes                  | 6-4, 7-65      | Parcours |
|                                                                         |            |                   |                 |                                   |                                |                |          |
| 2003 - 1/4 de finale (groupe mondial) - États-Unis - Italie - 5 : 0     |            |                   |                 |                                   |                                |                |          |
| 10                                                                      | 19/07/2003 | Washington        | Dur (ext.)      | Chanda Rubin                      | Rita Grande                    | 6-3, 6-3       | Parcours |
| 10                                                                      | 19/07/2003 | Washington        | Dur (ext.)      | Meghann Shaughnessy               | Rita Grande                    | 6-3, 7-5       | Parcours |

## Classements WTA en fin de saison

### En simple
| Année | 1990 | 1991 | 1992 | 1993 | 1994 | 1995 | 1996 | 1997 | 1998 | 1999 | 2000 | 2001 | 2002 | 2003 | 2004 | 2005 |
| Rang  | 423  | 364  | 443  | 183  | 140  | 74   | 71   | 44   | 60   | 54   | 78   | 24   | 46   | 70   | 103  | 1081 |

Source : (en) « Classements de Rita Grande », sur le site officiel du WTA Tour

### En double
| Année | 1990 | 1991 | 1992 | 1993 | 1994 | 1995 | 1996 | 1997 | 1998 | 1999 | 2000 | 2001 | 2002 | 2003 | 2004 |
| Rang  | 190  | 276  | 404  | 207  | 124  | 146  | 61   | 48   | 84   | 64   | 35   | 31   | 50   | 50   | 69   |

Source : (en) « Classements de Rita Grande », sur le site officiel du WTA Tour